# Philipp Gosset
Philipp Charles Gosset, né à Berne le 11 mars 1838 et mort à Wabern (Köniz) le 24 mars 1911, est un ingénieur, urbaniste, alpiniste, topographe, glaciologue et jardinier-paysagiste d’origine anglaise, établi à Berne.

## Biographie
Le père de Philipp, Charles Robin Gosset, rentier originaire de Saint-Hélier sur l’île de Jersey (Îles Anglo-Normandes), occupait à Wabern près de Berne une maison de campagne néoclassique (Schönau) où est né Philippe Charles. 
Se destinant à une vocation technique, il fréquente une école préparatoire à Genève avant de s’inscrire en 1857 à l’École centrale des arts et manufactures de Paris (Promotion 1860). Il s’y spécialise comme ingénieur constructeur et s’y lie d’amitié avec Henry de Geymüller et Louis Boissonnet, deux amis dont le destin sera lié au sien. Revenu au pays en 1860, Gosset épouse en 1864 Henriette von Linden (1840-1903), puis en 1905 Alice Fehr, jeune veuve qui lui donnera un fils Hector.

### Ingénieur
Sur le plan professionnel, Gosset entre en 1860-1861 au service du Bureau d’urbanisme de la ville de Berne, puis en 1862-1864 travaille en Valais en compagnie de Louis Boissonnet pour la Compagnie du chemin de fer de la Ligne d'Italie, dont le tracé doit alors être défini entre Sierre et Brigue. C’est dans ce contexte qu’intervient en 1864 le décès de Boissonnet, pris dans une avalanche en compagnie de Gosset.
En 1864-1865, Gosset élabore sous mandat privé les nombreux plans d’un grand projet d’urbanisation du secteur du Kirchenfeld (Berne). Ce vaste plateau, voisin de la vieille ville, est séparé de celle-ci par le ravin de l’Aar que franchit aujourd’hui un pont imposant. Le banquier promoteur du projet ayant fait faillite, les plans de Gosset sont abandonnés, mais ne restent pas sans influencer le projet d’urbanisme finalement voté en 1881.
Les origines anglaises, l'intérêt pour la topographie et une insatiable curiosité scientifique figurent parmi les raisons qui ont pu pousser le jeune Gosset, dès l'âge de 18 ans, vers les excursions alpines. Sa première ascension attestée est celle de l'Altels, dans le groupe du Balmhorn, en 1856. Par la suite, ses expéditions touchent également le Valais, cadre de ses occupations professionnelles. Ainsi, le 28 février 1864, Gosset tente avec son ami Louis Boissonnet l'ascension hivernale du sommet du Haut de Cry, où, cependant, Boissonnet et le guide Johann Joseph Bennen trouvent la mort dans une avalanche. Pour honorer la mémoire des deux victimes, Gosset – membre de l'Alpine Club de Londres dès 1859 et du Club alpin suisse dès sa création en 1863 – publie un article détaillé sur ce tragique accident dans le Alpine Journal. Gosset s’est fait un nom surtout pour ses relevés du glacier du Rhône, qui ont permis pour la première fois de mesurer scientifiquement l'écoulement de cette masse gelée, mais ses travaux touchent également le Schafloch (une caverne glaciaire près de Sigriswil), et le lac de Märjelen sur les bords du glacier d'Aletsch.
Gosset consacre une part importante de ses activités au Bureau topographique fédéral de la Confédération suisse (1867-1879), travaillant à l'élaboration d’une nouvelle carte topographique de la Suisse, la carte Siegfried. Le Club alpin suisse, réclamant un Atlas topographique de la Suisse à l’échelle 1:25000, fut l’un des promoteurs de cette couverture territoriale destinée à compéter la carte Dufour. À cette fin, Gosset collabore notamment en 1873 au relevé systématique des profondeurs du lac Léman au large de Lausanne. Puis il procède à la même opération dans le lac de Morat, et en 1874 dans celui d'Oeschinen. Ces travaux lui valent d’être élu membre d’honneur de la Société vaudoise des sciences naturelles en 1877.
Parmi les relevés topographiques helvétiques, Gosset travaille en Valais sur le glacier du Rhône sous forme de rapports, esquisses, cartes et plans détaillés qui témoignent d'une vue d'ensemble et d'un véritable projet scientifique. Là encore, dès 1868, le Club alpin suisse, par l'entremise d'Eugène Rambert, encourage les recherches en vue d'une connaissance plus approfondie du paysage alpin. Au prix d'un repérage minutieux, Gosset fixe un cadre géodésique rigoureux à ses opérations et fait placer sur le glacier quatre rangées de pierres soigneusement alignées dont on peut par la suite mesurer les déplacements au fur et à mesure de l'écoulement de la glace. Son manuscrit, Études du Glacier du Rhône est primé en 1875 au Congrès international des sciences géographiques à Paris, puis également en 1880 par la Société suisse des sciences naturelles. Cependant, en raison de dépassements de crédits et de mésententes personnelles, Gosset entre en conflit à la fois avec le Club alpin et le Bureau topographique fédéral, qui participent tous deux au financement des opérations. Ces difficultés entraînent en 1879 une mise à l'écart de l’ingénieur. Les résultats de ses opérations seront publiés par d’autres, pour la première fois en 1885, puis en 1915 avec une synthèse complète des travaux.
Les années 1864-1866 sont marquées par la création, sur la propriété de Gosset, à Wabern, d’une importante pépinière. La raison sociale de cette entreprise, Canadische Baumschule, rend hommage au père de Gosset, gentleman farmer qui, parmi les premiers, importa du Canada des thuya occidentalis. Philipp poursuit son activité horticole jusqu’à la fin de sa vie. Il a également à son service plusieurs jardiniers-paysagistes dont, brièvement, Adolf Vivell (de). Gosset obtient plusieurs commandes importantes à Berne, notamment l’aménagement de la cour d’honneur du Palais fédéral où il manifeste son intérêt pour la thématique du « jardin suisse ». Vers 1893-1897, il dirige également l’aménagement horticole des alentours du musée d’histoire de Berne, initialement prévu comme Musée national suisse.

## Sources
- Georg Germann (ed.), Das Multitalent Philipp Gosset 1838-1911. Alpinist, Gletscherforscher, Ingenieur, Landschaftsgärtner, Topograf Baden 2014        (ISBN 978-303919-309-7).
- Urban Schertenleib, « Gosset, Philipp » dans le Dictionnaire historique de la Suisse en ligne, version du 14 septembre 2005.